# Ganz vállalatok

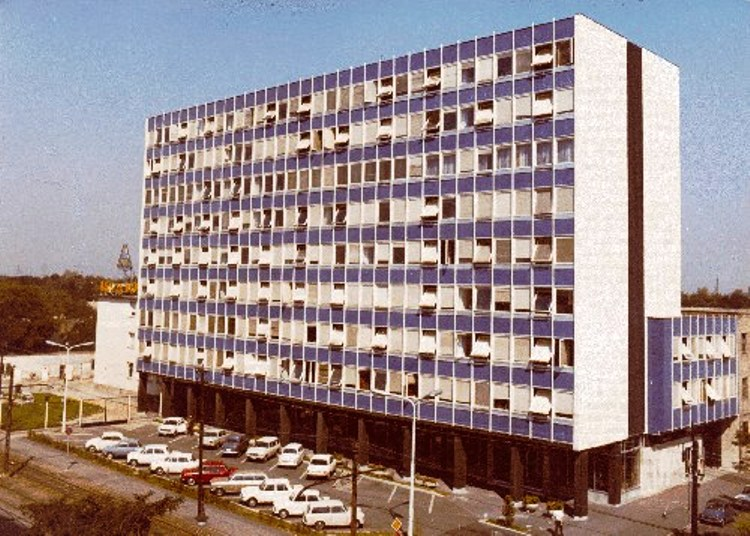
Ganz Műszer Művek

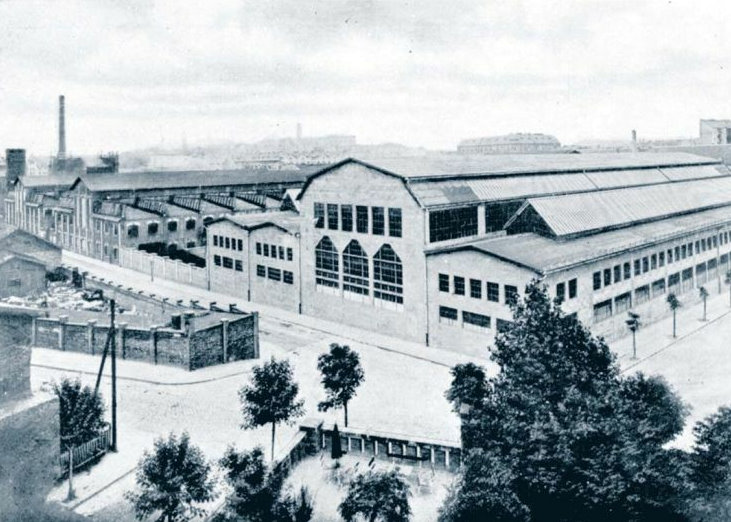
A Lipták Pál és munkatársai által tervezett, a mai Kis Rókus utca és a Marczibányi tér sarkán álló Nagycsarnok

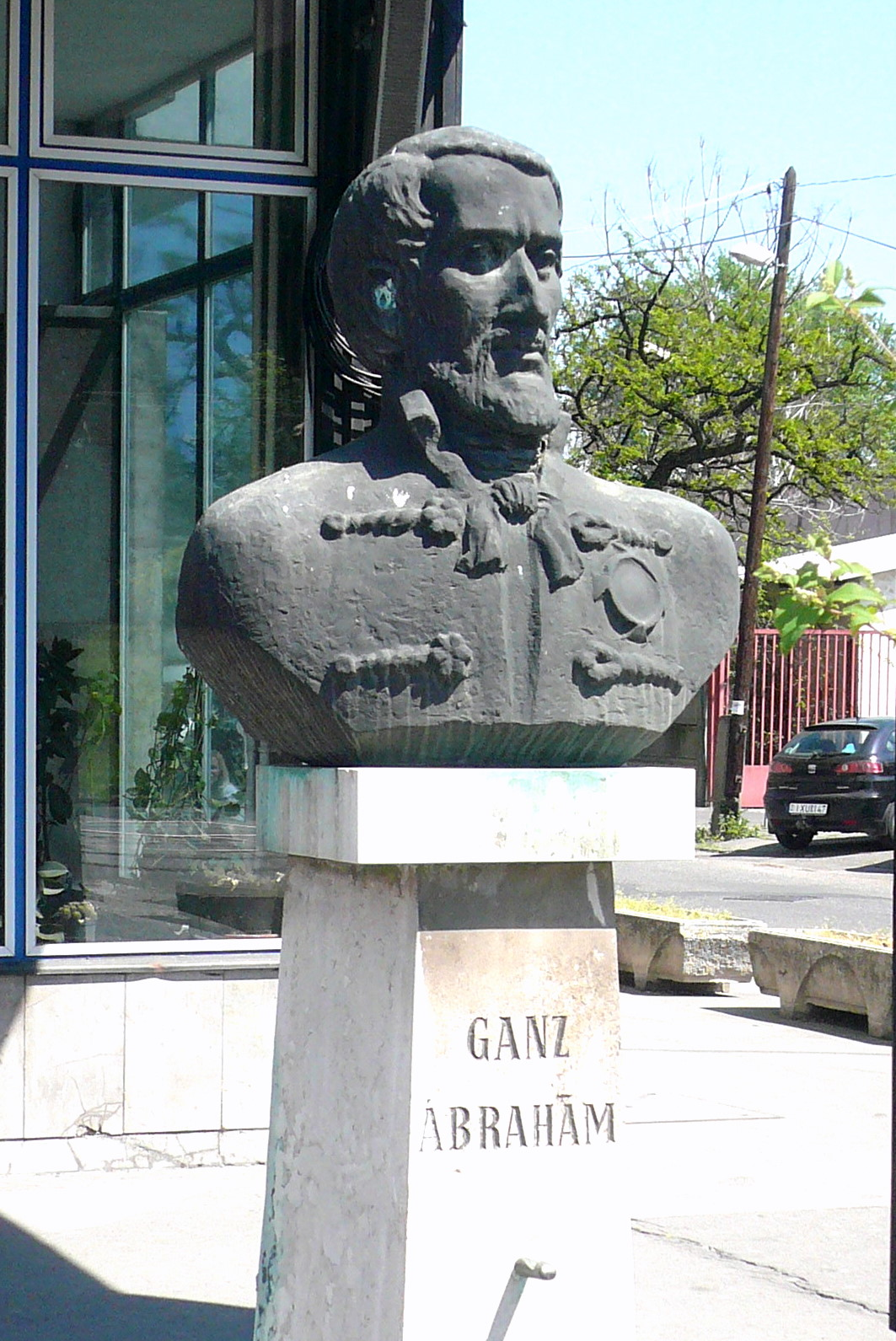
Ganz Ábrahám mellszobra. Budapest XIX., Üllői út 200.

Ganz Ábrahám 1844-ben hozta létre vasöntödéjét Budán. Ganz Ábrahám halála után örökösei Ganz közvetlen munkatársait, Eichleter Antalt, Keller Ulrikot és Mechwart Andrást bízták meg a gyár vezetésével. A gyár ekkor vette fel a Ganz és Társa nevet. Az örökösök részvénytársasággá alakították. Ekkor vette fel a Ganz és Társa-Danubius Villamossági-, Gép-, Waggon- és Hajógyár Rt. nevet. Ennek utódvállalatait, ill. az utódvállalatokból kivált, de a nevet megtartó vállalatok összességét értjük a Ganz vállalatok alatt.

## Története
Mechwart András 1878-ban alapította meg a Ganz-gyár elektromos osztályát. Ekkor került a gyárhoz Zipernowsky Károly, aki átvette az elektromos részleg vezetését, s megkezdte váltakozó áramú kísérleteit.
Déri Miksa 1882-ben, Bláthy Ottó Titusz 1883-ban állt a gyár szolgálatába, s lett Zipernowsky munkatársa. 1885-ben megszületett Zipernowsky, Déri és Bláthy közös szabadalma, mely megoldotta a transzformátoron alapuló villamosenergia-elosztás és energiaátvitel kérdését, s lehetővé tette a fogyasztóhelyek függetlenítését egymástól. A hármas által feltalált energiaelosztási és átviteli rendszer rövid idő alatt meghódította a világot.
1906-ban megalakult a Ganz Villamossági Gyár, közismert nevén a Villanygyár, mely 1929-ben beolvadt a Ganz és Társa Danubius Villamossági-, Gép-, Waggon- és Hajógyár Rt.-be. 1932-ben a cég titkára, 1935-ben a főtitkára, 1943-ban az egyik cégvezetője Würtzler Béla volt. Ő volt a Ganz-gyári Dal- és Zeneegyesület művészeti igazgatója is. Ugyanebben az évben az ügyvezető igazgató Nagy Elemér, további cégvezetők Graf Viktor, Hornung Andor, Lőcs Gyula, Molnár János voltak.
A második világháború után a Magyar Királyi Állami Vas-, Acél- és Gépgyárakkal összeolvadva megalakult a Ganz Villamossági Művek. Később 1948-ban ebből vált ki a Ganz Árammérőgyár N. V., később Ganz Mérőgyár Kft.
Fő termékei gépek, vagonok, hajók, daruk, generátorok, transzformátorok, villamos fogyasztásmérők valamint egyéb villamos berendezések voltak.
1964-ben a Ganz Árammérőgyár (ÁMG), Közlekedési Mérőműszerek Gyára (KMGY) s az Elektromos Készülékek és Mérőműszerek Gyára (EKM) összevonásával jött létre a Ganz Elektromos Készülékek és Mérőműszerek Gyára, mely 1967-ben felvette a Ganz Műszer Művek nevet. A nagy cégek decentralizációjánál a Ganz Műszer Művek újból 3 önálló gyárrá vált. Valamennyi megőrizte a Ganz nevet. A bázist alkotó központi gyár Ganz Műszer Művek EKM gyára átalakult Ganz Műszer Rt.-vé, majd Ganz Műszer Zrt.-vé.
Az államosított Ganz gyár s a tőszomszédságában található járműszerkezeti részt gyártó MÁVAG összevonásával 1959. január 1-jétől a 2 üzem 1 vállalatként, Ganz–MÁVAG Mozdony- Vagon- és Gépgyár néven működött tovább.
1988-ban a Ganz–MÁVAG-ot sok kis cégre bontották s a MÁVAG nevet eltörölték. 1990 óta Ganz Holding Rt. holdingtársaságként működik. (Ganz David Brown, Ganz Energetika, Ganz Vagon, Ganz Hydro, Ganz Engineering, Ganz Sziget, Ganz Öntöde, Ganzeg, Ganz Szolgáltató, Ganz Karbantartó, Ganz Logker, Ganz Egypt, Ganz Sever, Technip-Ganz, Ganz Acélszerkezeti Vállalat.)
A Ganz Danubius a Ganz vállalatok része. A Ganz mérnökei daruk tervezésével s gyártásával foglalkoznak alapvetően. Kb. 3500 Ganz daru van szerte a világban mindenfelé. A GANZ DANUBIUS Hajó és Darugyár munkatársai dolgoznak a daruk készítésénél. A Ganz Danubius munkái közt találjuk a lettországi Ventspils kikötői portáldaru felújítását, a szíriai Lattakia kikötő darupályájának kivitelezését. A grúziai Batumi kikötő portáldaruit a Ganz Danubius vizsgálta. Voltak lengyelországi, szlovákiai, oroszországi megrendeléseik is. Utóbbiban a Murmanszki Halászati kikötő portáldaru felújítása volt a dolguk.
Az egykori Ganz-MÁVAG vasúti vonatkozású tevékenységét (forgóvázak, dízel- és gázmotorok, valamint hajtóművek gyártása és javítása) a Ganz Motor Kft. végzi.
Idővonal 
- 1844: Ganz Ábrahám megalapítja a céget (Öntöde)
- 1878: Létrejön a Villamos Osztály
- 1884: Transzformátor feltalálása (Déry-Bláthy-Zipernowsky)
- 1892: Beindul a villamos járműgyártás (bányamozdonyok)
- 1893: A 3 fázisú villamos vontatás kezdete (Kandó Kálmán)
- 1894: 3 fázisú indukciós motorok gyártása
- 1895: Az első villamos üzembe helyezése (Pozsony, DC trakciós motorok)
- 1897: Hidrogenerátor gyártás kezdete
- 1898: Az első AC motor hajtású villamos (Évian-les-Bains, Franciaország)
- 1900: Olajhűtésű transzformátor gyártás kezdete
- 1902: Valtellina (Olaszország) vasútvonal villamosítása (Kandó Kálmán)
- 1903: Turbógenerátor gyártás elindítása (Bláthy)
- 1905: Közvetlen vízhűtésű transzformátor gyártás beindulása
- 1923: Fázisváltós aszinkron hajtómotoros villanymozdony
- 1928: 45MVA transzformátor (Ez időben legnagyobb Európában)
- 1929: Párhuzamos hornyú 43 MVA turbógenerátor (Ez időben legnagyobb a világon)
- 1929: Kétkalickás aszinkron motorok gyártásának kezdete
- 1948: Kereszttekercses turbógenerátorok
- 1960: Hidrogén hűtésű turbógenerátor kifejlesztése, szabadalmaztatása
- 1970: Modul rendszerű aszinkron motorsorozat bevezetése
- 1976: 5000LE-s tirisztoros villanymozdony gyártás
- 1978: 750 kV-os transzformátor kifejlesztése
- 1991: Létrejön a Ganz Ansaldo
- 1994: Léghűtésű turbógenerátor sorozat 20-70 MVA
- 1998: Kétkalickás aszinkron motor kifejlesztése ikerhajtás céljára a világon elsőként
- 2000: Ganz Transelektro megalakulása
- 2001: 1MW-os ExN Non-sparking gázturbina indító motorok kifejlesztése GE részére
- 2001: Inverterről táplált AT sorozatú AC trakciós motorok gyártásának kezdete trolibuszok részére
- 2002: Világviszonylatban első észterrel töltött 123kV-os transzformátor
- 2006: Ganz a Crompton Greaves tulajdonába kerül
- 2010: 3. és 4. Biztonsági Osztályú szivattyú hajtó motorok kifejlesztése atomerőművi alkalmazásra
- 2018: Inverterről táplált Exe Fokozott biztonságú LVAC motorsorozat kifejlesztése olajipari OEM szivattyúk hajtására
- 2020: A Ganz 100%-ig hazai tulajdonba kerül

## Tevékenység[5]
Transzformátor üzletág
A transzformátor gyár történelme 130 éves múltra tekint vissza, a Ganz Villamossági Művekben készült el a világ első transzformátora 1885-ben. A transzformátor üzletág az alállomási transzformátorok, generátor transzformátorok, mobil transzformátorok és vontatási transzformátorok tervezésére, gyártására és tesztelésére specializálódott 20 – 600 MVA (az autotranszformátorok esetén 1000 MVA) teljesítmény-, és 52 – 800 kV feszültségszinteken.
Forgógép üzletág
A gyárban háromfázisú, váltakozó áramú indukciós motorok gyártását az 1894-es évben kezdték. Ettől fogva az ipar és a villamos vontatás területén számos helyen alkalmazták a Ganz Group egyre sorozatmotorjait vagy egyedi nagygépeit. A 90-es években a motorok korszerűsítésen estek át, annak érdekében, hogy a piaci igényeknek jobban megfelelő, csökkentett súlyú, növelt hatásfokú, alacsony zajszintű termékeket kínálhasson a vállalat, amelyek az ipari alkalmazások összes követelményét kielégítik, valamint megfelelnek az IEC, NEMA, ATEX és EAC ajánlásoknak. Fő termékeik a csúszógyűrűs és kalickás indukciós motorok (400–1400 mm-es tengelymagasságig), továbbá hasonló méretű generátorok gyártására, valamint ezen méreteket meghaladó egyedi forgógépek gyártására is vállalkoznak.
Készülék szerviz üzletág
A készülék szerviz üzletág a vállalat volt Készülékgyárának, illetve más gyártók kapcsolókészülékeinek helyszíni munkáit látja el karbantartás, felülvizsgálat, átalakítás, felújítás, bővítés formájában. Az üzletág a helyszíni szolgáltatás mellett tartalékalkatrész-gyártó tevékenységet is folytat, amely során biztosítják a pótalkatrész ellátottságot a már üzemelő berendezésekhez.

## Galéria

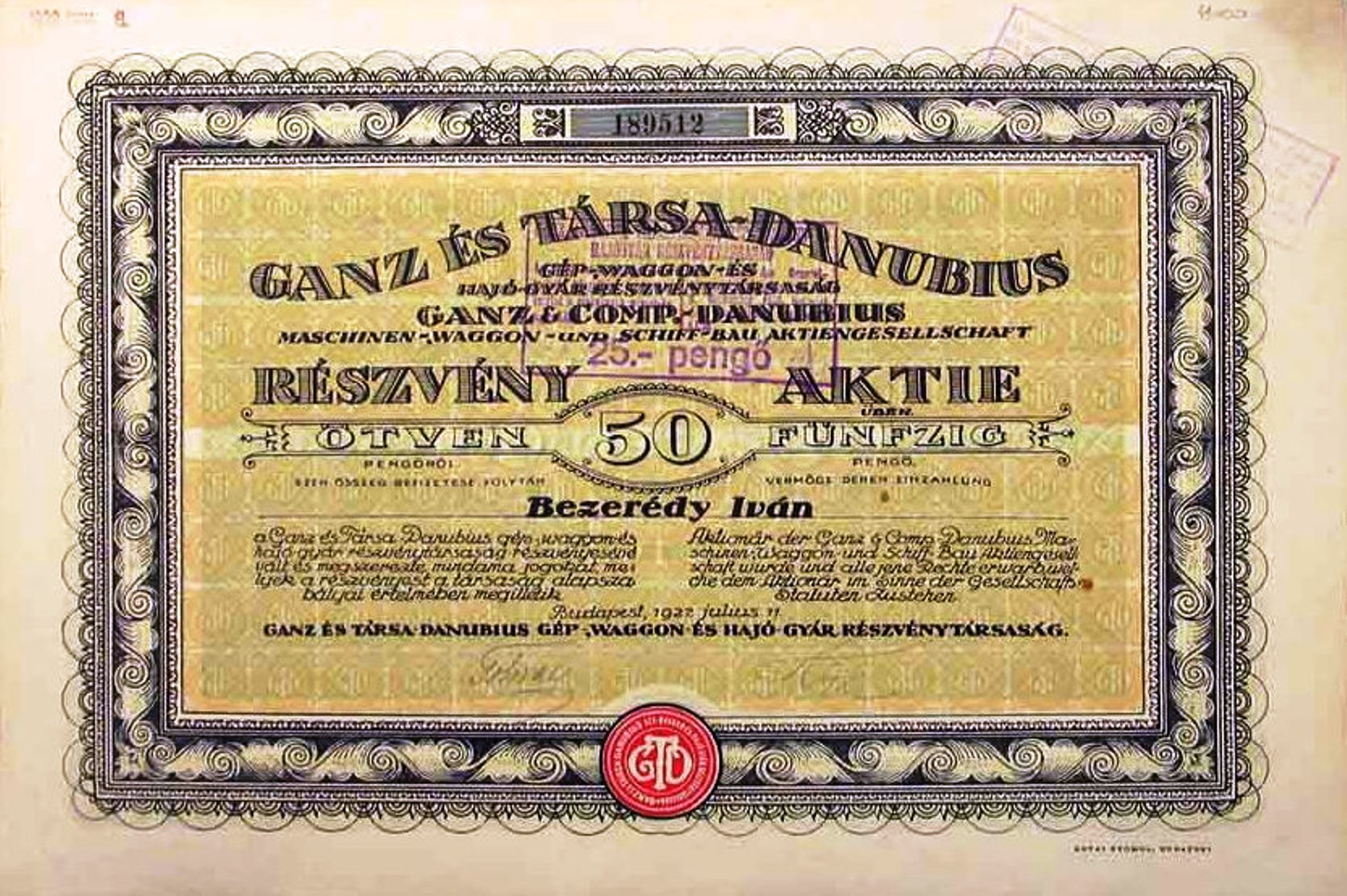
Ganz és Társa Danubius részvény 1922
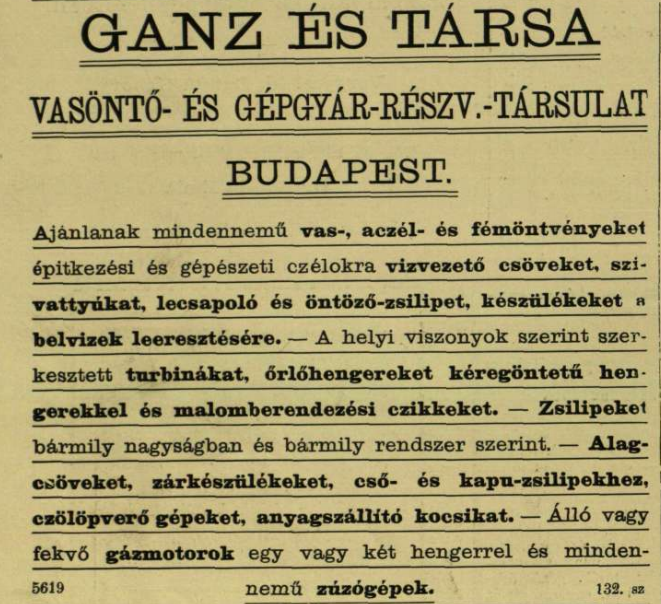
A Ganz Rt. hirdetése a Vasárnapi Újság 1894. évfolyamában
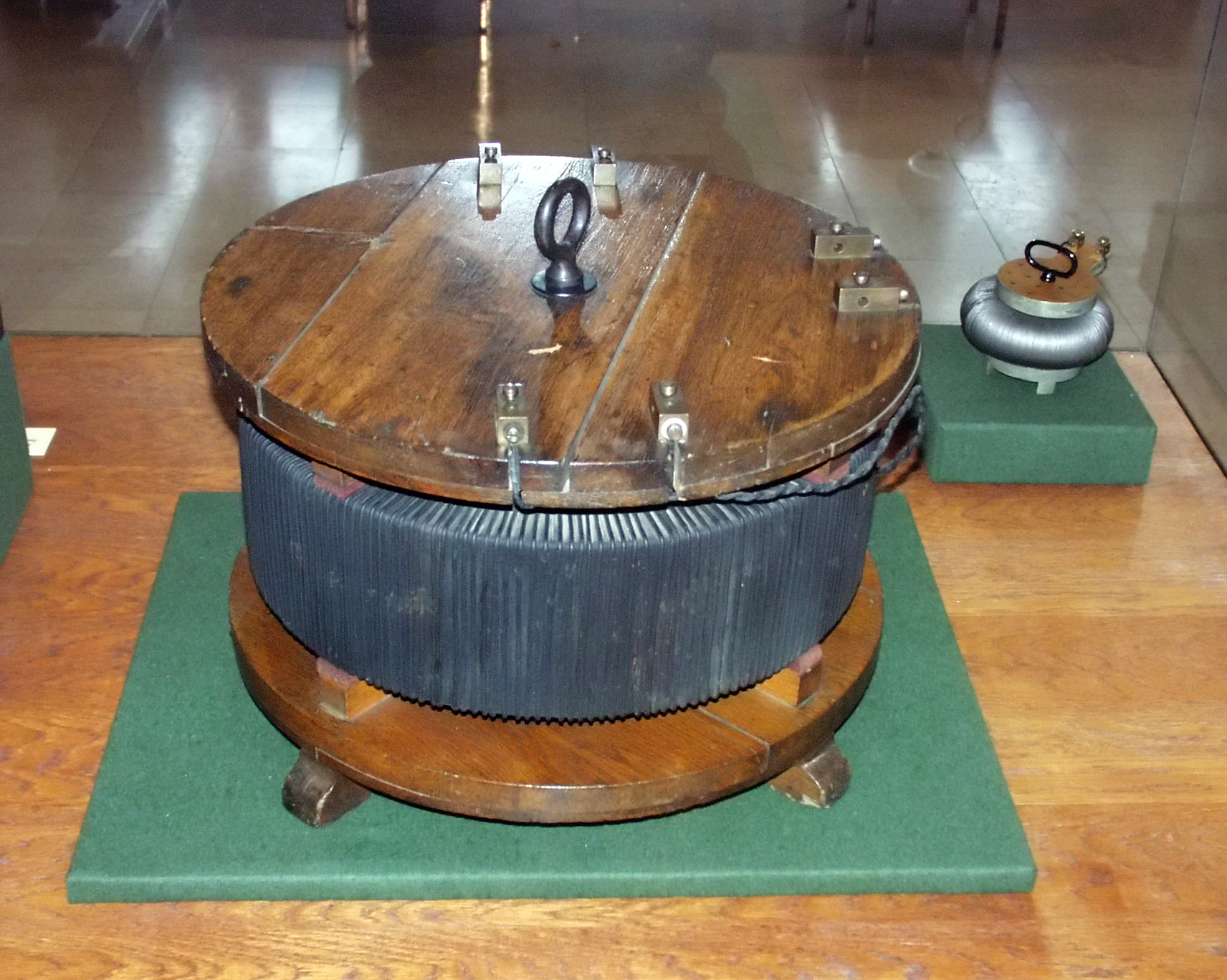
Az első transzformátorok (Déri-Bláthy-Zipernowsky, Budapest 1885)
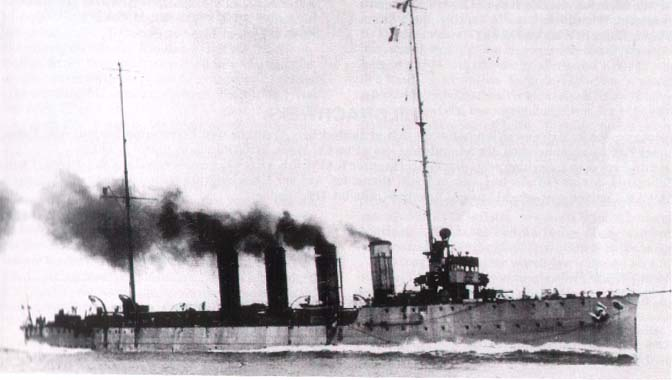
Az Osztrák–Magyar Haditengerészet Helgoland gyorscirkálója
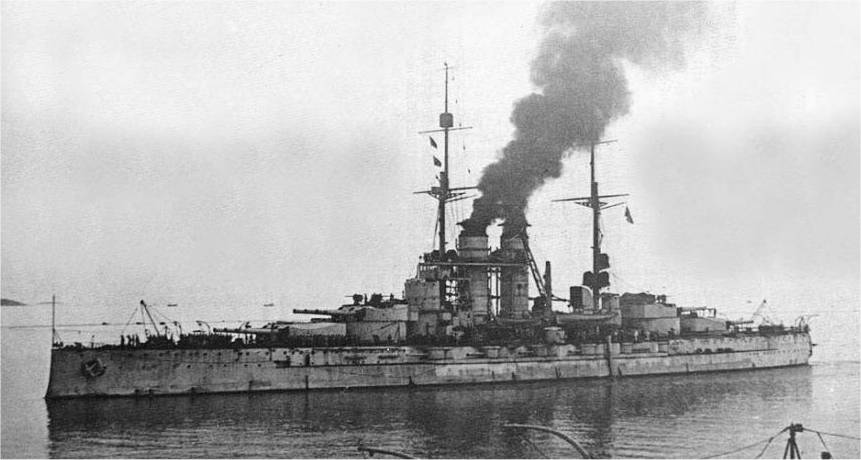
Az Osztrák–Magyar Haditengerészet SMS Szent István csatahajója
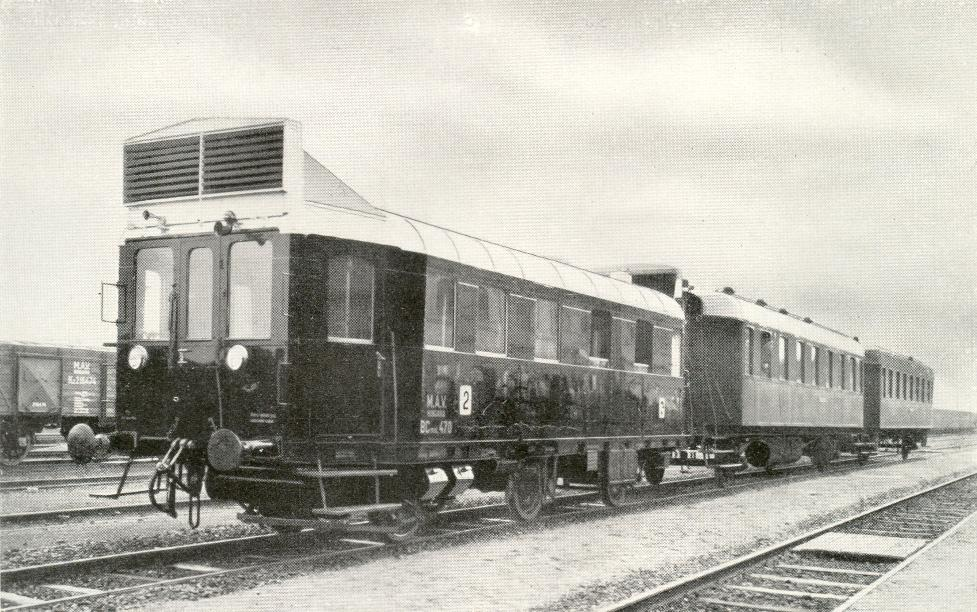
A MÁV BCymot 470 motorkocsija
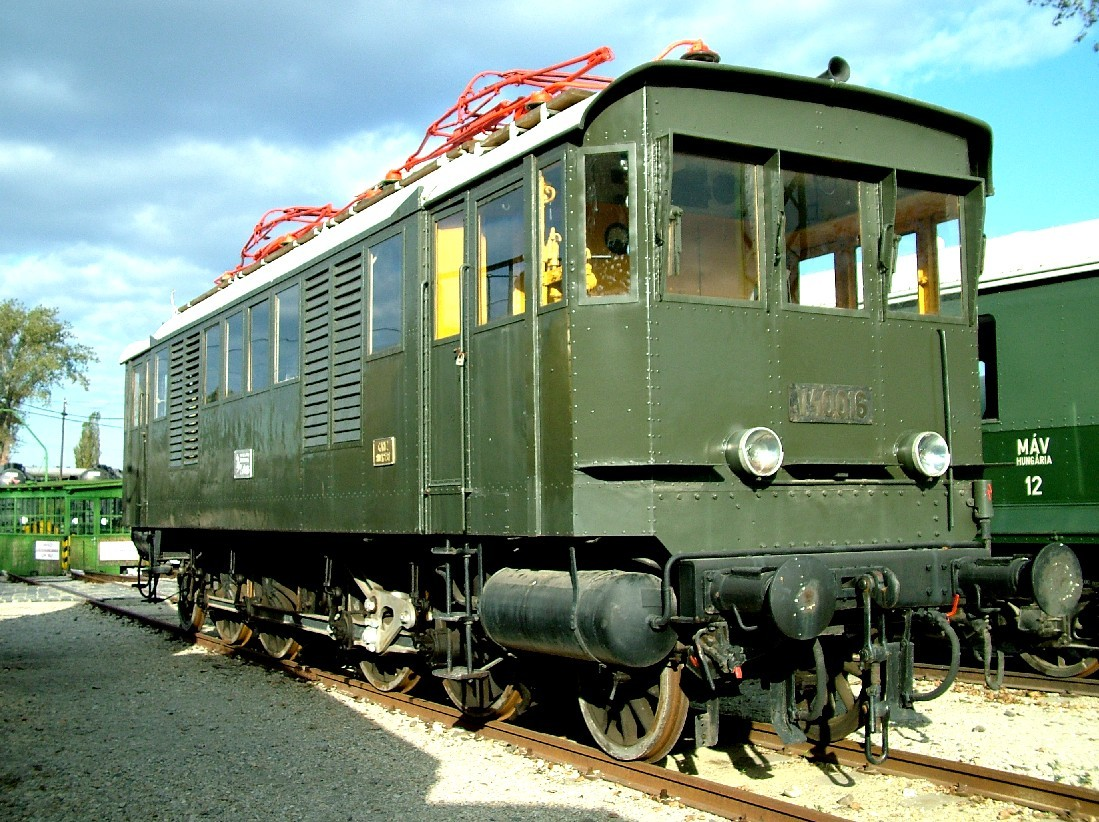
MÁV V40 sorozatú villamos mozdony a Magyar Vasúttörténeti Parkban
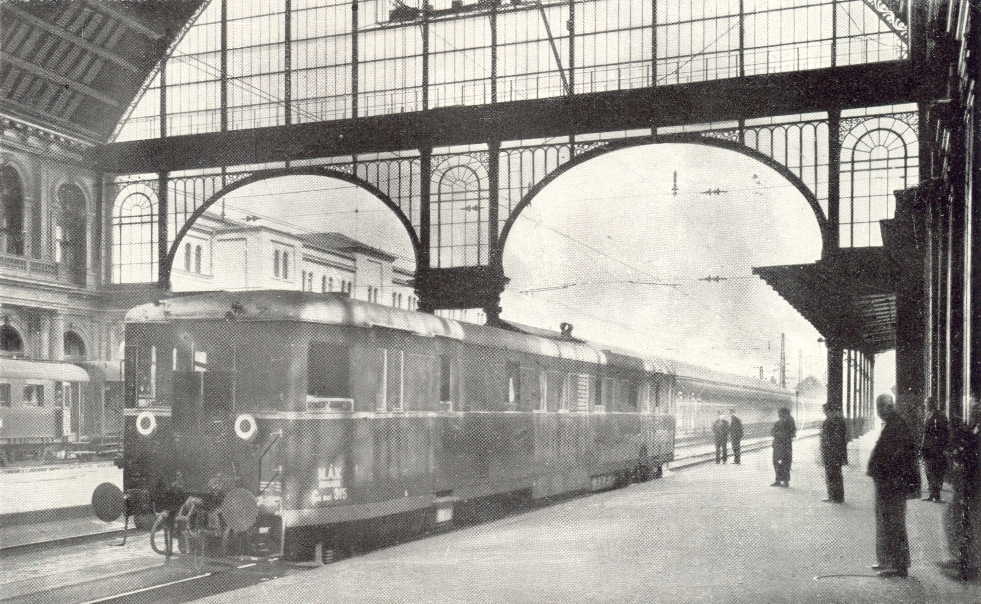
MÁV Camot 315 motorkocsija
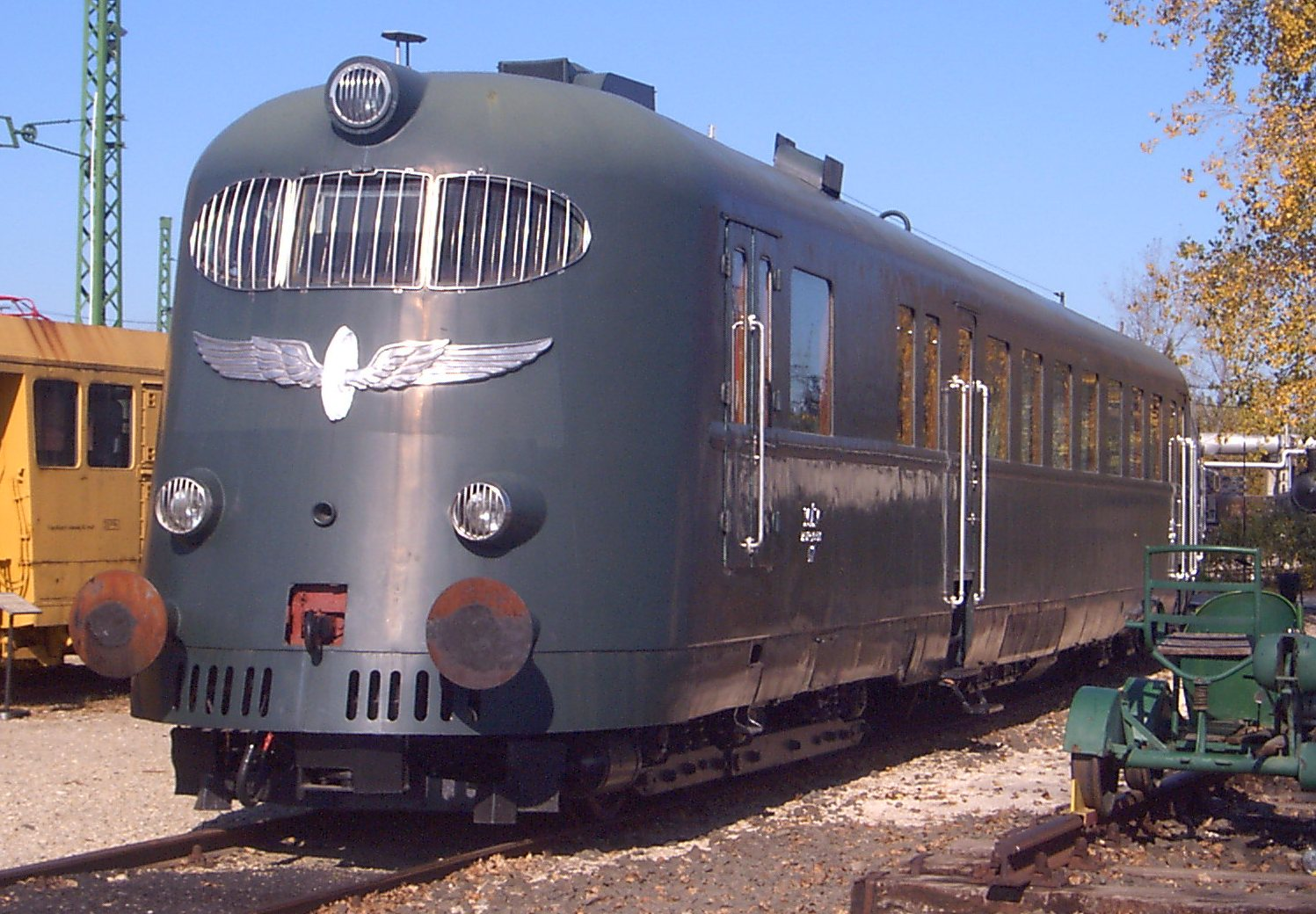
Motorvonat a Magyar Vasúttörténeti Parkban
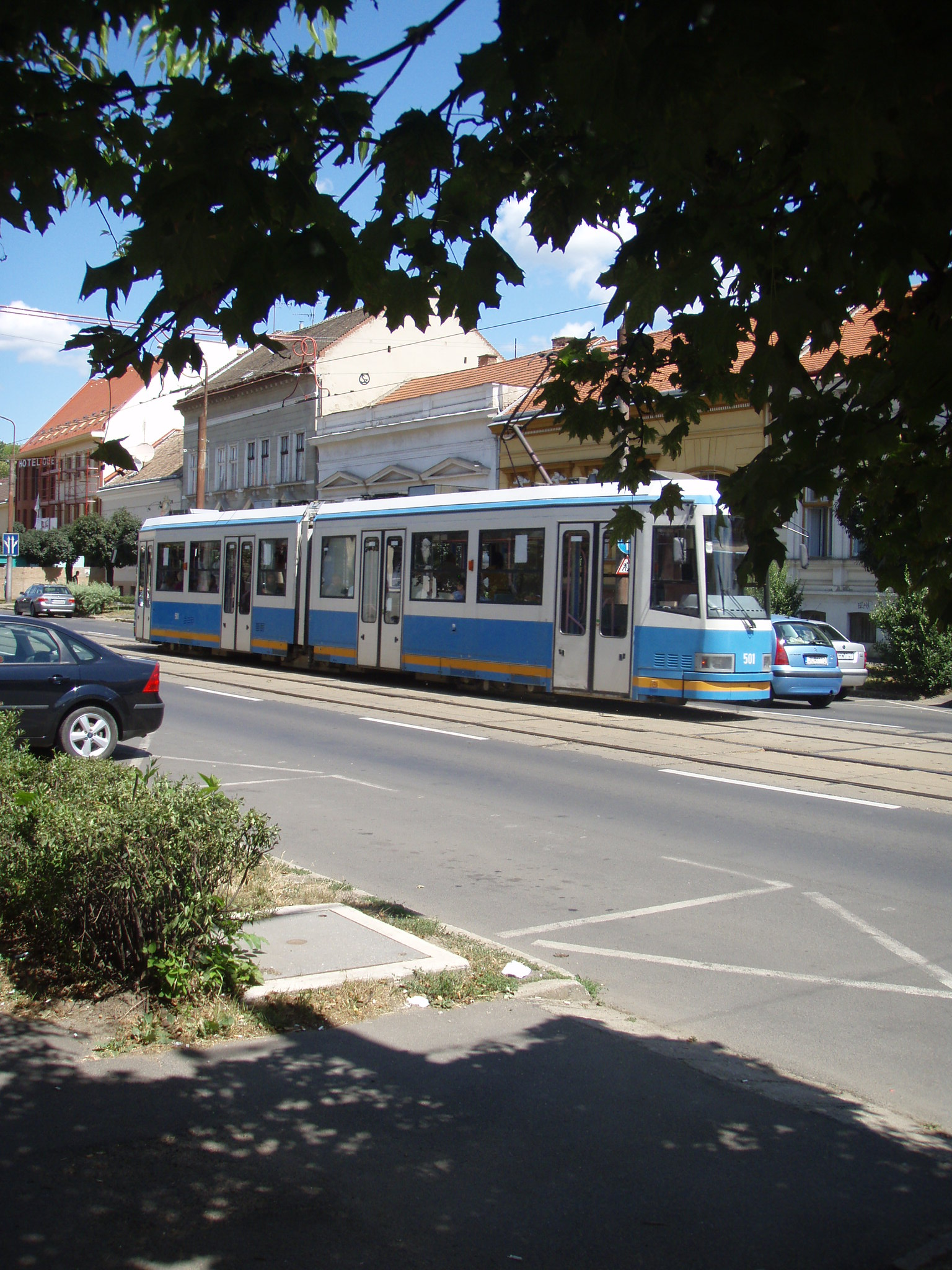
Ganz KCSV–6 villamos Debrecenben
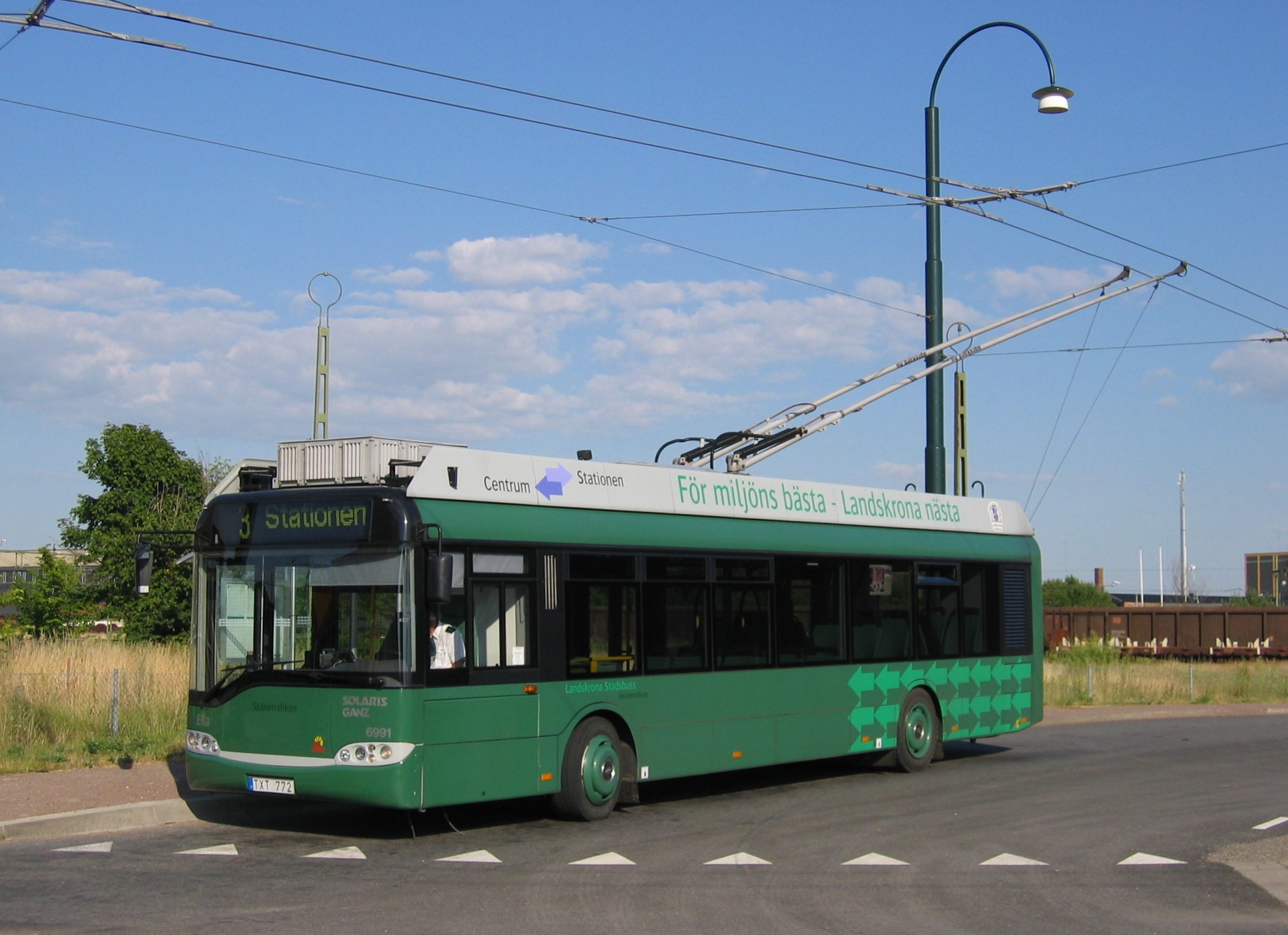
Solaris/Ganz Trolibusz Landskronában (Svédország)
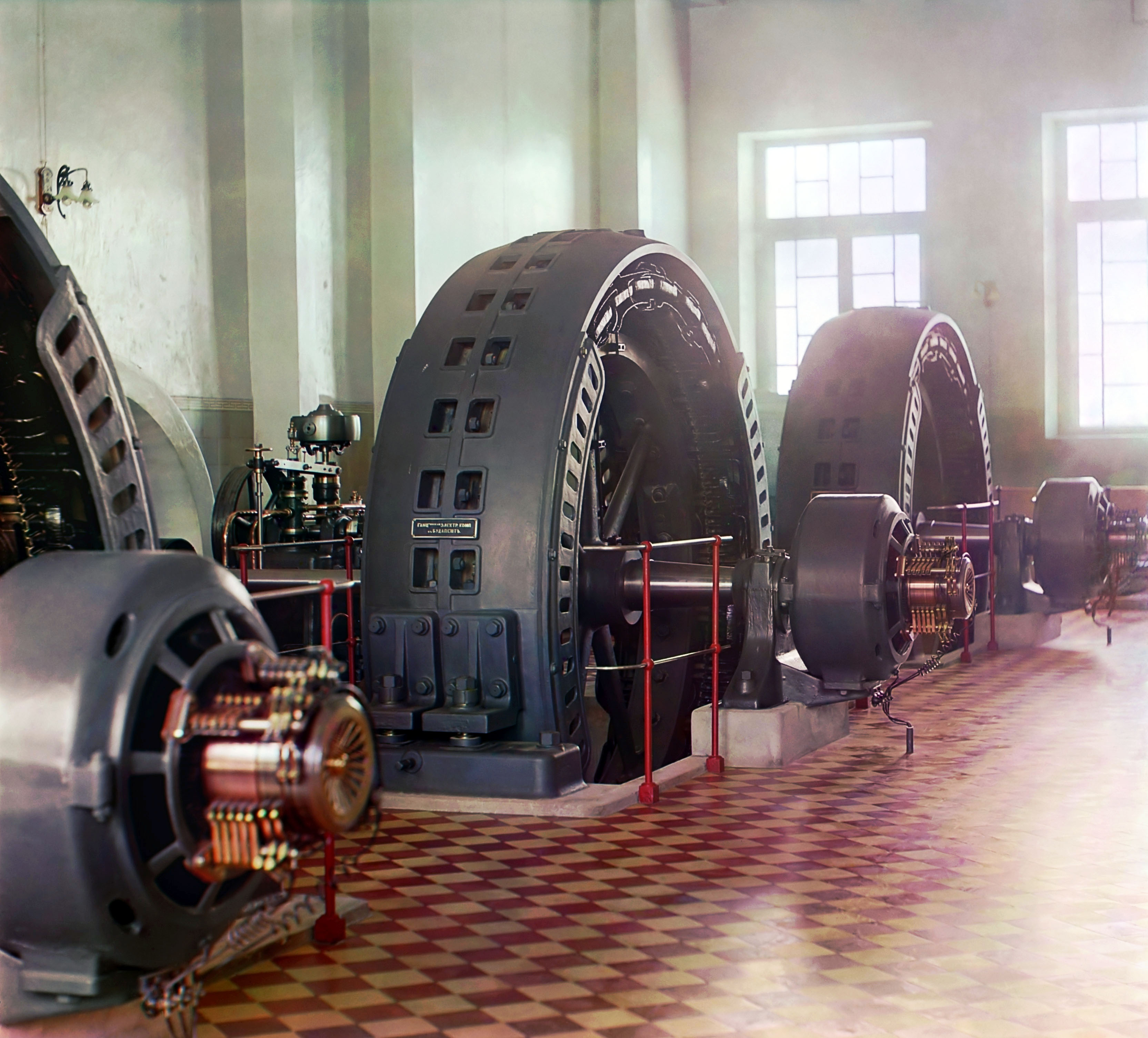
1909-ben gyártott 1,35 MW teljesítményű Ganz generátorok a murgabi vízierőműben, Türkmenisztán, Hindukus
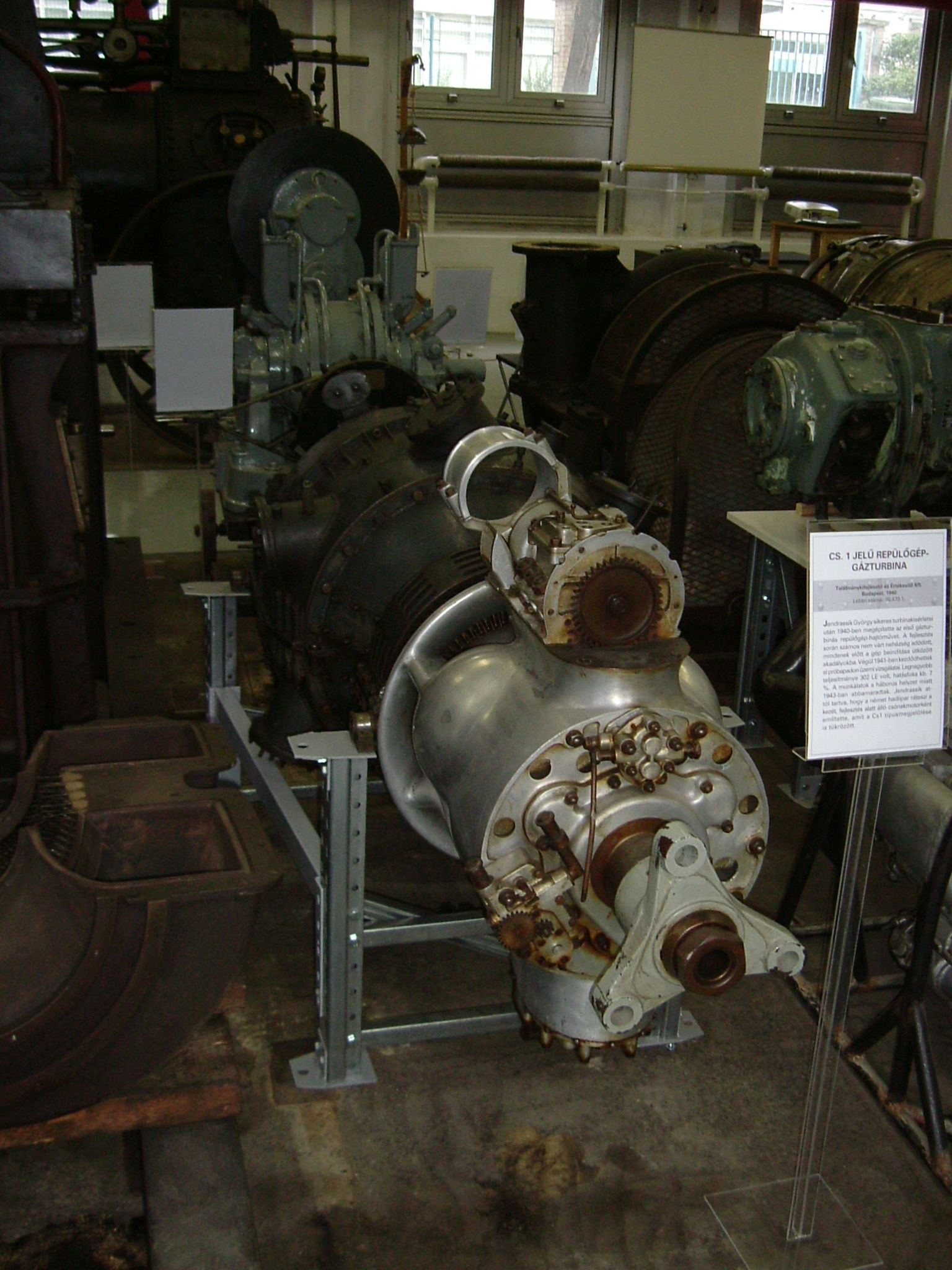
Cs-1 Repülőgép gázturbina
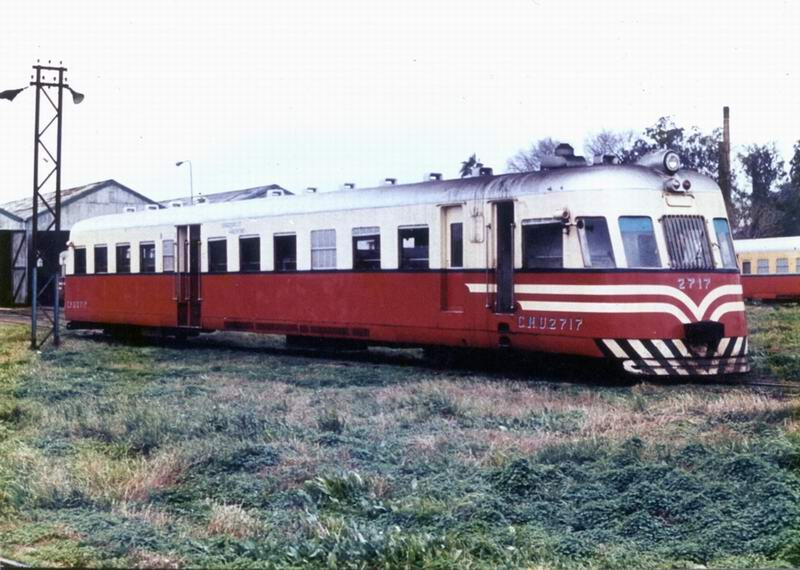
Ganz motorvonat Argentínában